# Eccezione di inadempimento
L'eccezione di inadempimento è un tipo di azione legale prevista dall'ordinamento giuridico italiano prevista dall'art. 1460 del codice civile.
Può essere esperita da un soggetto che non ha adempiuto e che non è pronto ad adempiere chiede la prestazione della controparte.

## Le norme
Inoltre secondo l'articolo 1460:
Inoltre secondo l'articolo 1461:

## Analisi
Non può rifiutarsi l'esecuzione se, avuto riguardo alle circostanze, il rifiuto è contrario alla buona fede (1375). In questo senso, nei contratti con prestazioni corrispettive, quando una parte giustifichi la mancata esecuzione della propria prestazione con l'inadempimento dell'altra ai sensi dell'art. 1460 cod.civ. (inadimplenti non est adimplendum), occorre procedere alla valutazione comparativa del comportamento dei contraenti. Il tutto con riferimento non solo all'elemento cronologico delle rispettive inadempienze, ma anche ai rapporti di causalità e proporzionalità delle stesse, rispetto alla funzione economico-sociale del contratto." Questa facoltà viene a salvaguardare l'equilibrio contrattuale nei termini oggettivi risultanti dal contratto, in modo da evitare che una parte soffra dello scompenso di avere da parte propria adempiuto, mentre non ha realizzato il corrispettivo dovutole a ristabilimento dell'equilibrio della bilancia patrimoniale.
L'eccezione di inadempimento ha quindi prima di tutto un carattere di tutela immediata perché essa non richiede il previo intervento del giudice. Il suo effetto sarà solo sospensivo.